# Anna Montañanová
Anna Montañana Gimeno (* 24. října 1980 Alboraya, Valencia, Španělsko) je španělská basketbalistka hájící v sezoně 2011/2012 barvy ZVVZ USK Praha.
Patří k hlavním oporám španělské reprezentace.[zdroj⁠?!] Jde o velmi dobrou střelkyni za 3 body.